# 幹細胞技術
幹細胞技術包括了所有與幹細胞相關的生物工程學技術，它包含了幹細胞的生成及誘導演化所需技術的研究。這些技術，可以把各種幹細胞透過不同的手段，使它們表現出不同的特性。例如：透過把成人幹細胞成為人工萬能幹細胞，使它們表現出胚性幹細胞的特性。

## 道德上的爭議
過往，由於幹細胞研究 ── 特別是人類幹細胞研究 ── 在道德話題上的爭議，使幹細胞的技術研究停滯不前。胚性幹細胞所帶來的道德爭議在於：假若因為毀滅了胚性幹細胞所演化出來的生命體是否等同於毀滅一個新生命。但後來當研究發現原來可以透過處理成人幹細胞成為人工萬能幹細胞（iPS細胞），從而使它表現出與胚胞幹細胞等同的表現，使幹細胞的研究暫時得以繼續。然而，對於從成人幹細胞演化出來的組織應否被對待成為另一個生命體，又成為了幹細胞技術研究的另一個話題。

## 參看
- 幹細胞爭議 - 幹細胞相關法例
- 胚性幹細胞（ES細胞）
- 人工萬能幹細胞（iPS細胞）
- 成人幹細胞